# Idioma quiché
El quiché (autoglotónimo: qatzijobꞌal), también escrito como K'iche', es una lengua mayense hablada en Guatemala y el sur de México por los quichés de la sierra central. Con más de un millón de hablantes en Guatemala (alrededor del 7% de la población del país), y con 589 hablantes en México (2020), el quiché es el segundo idioma más hablado en el país, después del español. También es, junto con el náhuatl, una de las dos lenguas indígenas americanas más habladas en Mesoamérica.
Es parte del grupo quicheano de lenguas, que a su vez forma parte de la familia lingüística de las lenguas mayenses. Es hablado por buena parte de los miembros de la etnia quiché, originaria de Guatemala, aunque también tiene presencia en el sureste de México a causa de la migración de refugiados a ese país durante el período del genocidio maya en los años ochenta. Es la lengua mayense con la comunidad lingüística más extensa y la segunda lengua de Guatemala, después del español. Muchos hablantes del quiché son bilingües de su lengua nativa y español, aunque este fenómeno es menos frecuente en los ámbitos rurales aislados.
Existe una substancial variación dialectal del idioma quiché, y algunos de sus dialectos son considerados en algunas ocasiones como lenguas separadas. La mayor parte de los hablantes emplean la variedad conocida como quiché central, que también es la más empleada en los medios de comunicación y el ámbito educativo. Otros dialectos son el quiché centro-occidental, quiché de San Andrés, quiché de Joyabaj, quiché oriental, quiché de Nahualá y quiché de Cunén. La obra más conocida escrita en quiché clásico es el Popol Vuh (‘libro de la comunidad’).
Aunque los niveles de alfabetización como primera lengua son bajos, la importancia del quiché tiende a crecer tanto en las escuelas como en la radio en territorio guatemalteco. Se produjo un aumento de hablantes de  Es reconocido como lengua nacional en Guatemala a raíz de la "Ley de Idiomas Nacionales" aprobado por el Congreso de Guatemala en 2003. En México, como resultado de las reformas a la Constitución de ese país y las leyes reglamentarias derivadas, el quiché tiene reconocimiento de lengua nacional, con la misma validez en el territorio mexicano que el español y otras sesenta y ocho lenguas indígenas.

## Fonología

### Vocales
| [a] | vocal anterior abierta no redondeada      | a |
| [ə] | vocal media central no redondeada         | ä |
| [ɛ] | vocal anterior semicerrada no redondeada  | e |
| [i] | vocal central cerrada no redondeada       | i |
| [o] | vocal posterior semicerrada no redondeada | o |
| [u] | vocal posterior cerrada redondeada        | u |

### Consonantes
|             | Bilabial | Bilabial  | Alveolar    | Alveolar    | Palatal | Palatal  | Velar  | Velar    | Uvular | Uvular   | Glotal |       |
| ----------- | -------- | --------- | ----------- | ----------- | ------- | -------- | ------ | -------- | ------ | -------- | ------ | ----- |
|             | normal   | implosiva | normal      | eyectiva    | normal  | eyectiva | normal | eyectiva | normal | eyectiva | normal |       |
| Oclusivas   | p [p]    | b’ [ɓ]    | t [t]       | t’ [t']     |         |          | k [k]  | k’ [k']  | q [q]  | q’ [q']  | ' [ʔ]  |       |
| Africadas   |          |           | tz [ʦ]      | tz' [ʦ’]    | ch [ʧʰ] | ch' [ʧ’] |        |          |        |          |        |       |
| Fricativas  |          |           | s [s]       | s [s]       | x [ʃ]   | x [ʃ]    |        |          | j [x]  | j [x]    | h [h]  | h [h] |
| Nasales     | m [m]    | m [m]     | n [n]       | n [n]       |         |          | nh [ŋ] | nh [ŋ]   |        |          |        |       |
| Líquidas    |          |           | l [l] r [r] | l [l] r [r] |         |          |        |          |        |          |        |       |
| Semivocales | w [w]    | w [w]     |             |             | y [j]   | y [j]    |        |          |        |          |        |       |

## Ortografía
A lo largo de la historia se han empleado varios sistemas ortográficos para transliterar el idioma quiché. La ortografía clásica del padre Francisco Ximénez, que transcribió el Popol vuj, está basada en la ortografía española de la época. En tiempos recientes ha sido reemplazada por la ortografía estandarizada de la Academia de Lenguas Mayas de Guatemala (ALMG).
En el año 1959, se fundó la Academia de la Lengua Maya Quiché que aprobó un alfabeto creado por Adrián Inés Chávez, excatedrático y lingüista guatemalteco. Este alfabeto constaba de la implementación de siete consonantes y dos tildes más para representar la velocidad de las vocales en la lengua Quiché. La Academia de la Lengua Maya Quiché propuso establecer como oficial la lengua, partiendo del uso del alfabeto ideado por Chávez, pero las autoridades educativas lo rechazaron.
El etnohistoriador y mayista Dennis Tedlock emplea su propio sistema de transliteración, diferente en todos los sentidos de las ortografías establecidas.

## Sintaxis y morfología
El idioma quiché emplea un orden sujeto verbo objeto, en oposición a muchos idiomas mayenses en los que el verbo es el elemento inicial de una oración. La variación de este esquema es poco común, y algunos hablantes actuales emplean el sistema verbo sujeto objeto.
Saludos en K'iche'
- Saqarik = buenos días
- Xeq'ij = buenas tardes
- Xokaq'ab' = buenas noches
- Utz apetik = ¿Cómo estás?

Palabras esenciales
- Ja = Sí
- Manäq = No
- Matiox = Gracias
- Katok = Por favor
- B’anöj = Perdón

## Riesgo de desaparición
El quiché es una lengua la cual está presente en dos naciones pero con situaciones diferentes. En el caso de Guatemala, el quiché tiene el estatus de lengua vernácula y cuenta con protección a nivel constitucional y legal. Los poderes públicos tienen la obligación de proteger y promover el idioma. En 2002 contaba con un total de 860.000 hablantes, pero en 2018 se tenían censados 1.050.000. Esto supone un aumento de un 22,5% en 16 años.El 90% de los hablantes tienen al quiché como lengua materna, aunque solo un 10% de estos sabe leerlo y escribirlo correctamente. La UNESCO considera al quiché como una lengua en estado vulnerable, lo que supone estar en una situación privilegiada frente a otras las lenguas del país.
En el caso de México, la lengua es considerada como lengua nacional junto a otras 68.Se habla en los estados de Campeche, Chiapas y Quintana Roo. Mientras que en Campeche se habla tanto las variantes oriental, central y occidental, en los dos últimos se habla exclusivamente la oriental. El INALI considera al quiché como una lengua en muy alto riesgo de desaparición.